# Activitat biològica
Activitat biològica o activitat farmacològica és una expressió que descriu els efectes benèfics o adversos d'una droga o medicina en un organisme viu. Quan la droga és una substància química complexa, aquesta activitat és exercida per l'ingredient actiu o farmacòfor però pot ser modificada pels altres constituents. La toxicitat és el principal tipus d'activitat biològica d'una substància. L'activitat depèn generalment de la dosi i pot tenir efectes que van des de benèfics a adversos segons la dosi.
Perquè un material es consideri bioactiu ha de tenir una interacció amb o afectar el teixit cel·lular del cos humà. L'activitat farmacològica es pren per descriure efectes benèfics.
En l'estudi de la biomineralització, la bioactivitat sovint significa la formació de fosfat de calci a la superfície dels objectes col·locats en un líquid corporal simulat, que és una solució tampó amb contingut d'ions similars al cos.